# An der Saale hellem Strande

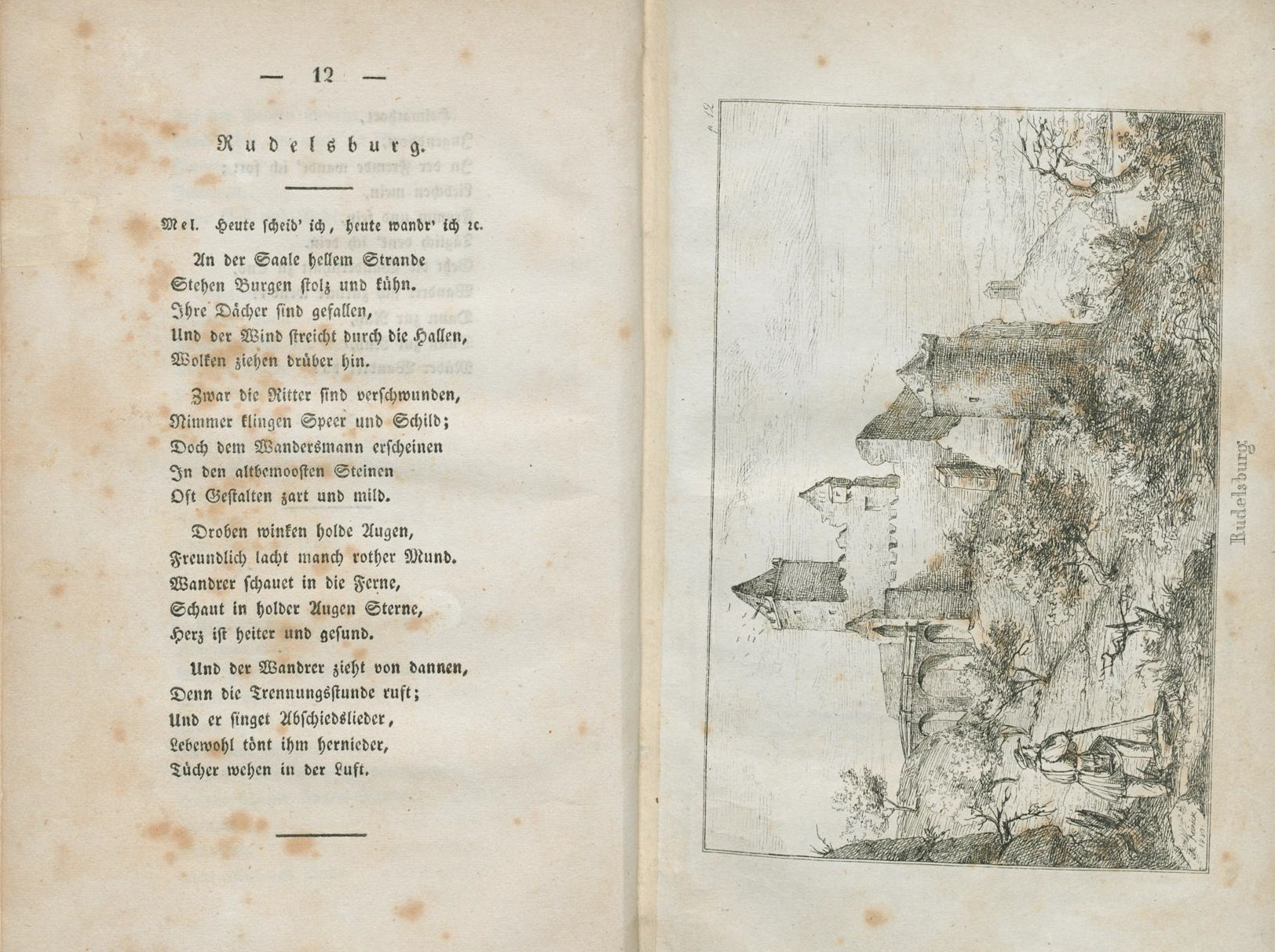
An der Saale hellem Strande, Erstdruck in Franz Kuglers Skizzenbuch (1830) mit Abbildung der Rudelsburg

An der Saale hellem Strande ist ein deutsches Volkslied, das 1826 von Franz Kugler auf der Rudelsburg verfasst wurde. Kugler verwendete dafür die Melodie (op. 27 Nr. 1) von Friedrich Ernst Fesca, die dieser 1822 ursprünglich zu Friedrich („Maler“) Müllers Text Soldatenabschied („Heute scheid ich, morgen wandr’ ich“) geschrieben hatte.
Bezug genommen wird hier neben der Rudelsburg selbst auf weitere Burgen an der Saale, die jedoch nicht namentlich benannt sind. Die Rudelsburg wird auch in dem Lied Dort Saaleck, hier die Rudelsburg von Hermann Allmers (1863) als Studententreff besungen.

## Text (1830)
An der Saale hellem Strande

Stehen Burgen stolz und kühn.

Ihre Dächer sind gefallen,

Und der Wind streicht durch die Hallen,

Wolken ziehen drüber hin.

Zwar die Ritter sind verschwunden,

Nimmer klingen Speer und Schild;

Doch dem Wandersmann erscheinen

In den altbemoosten Steinen

Oft Gestalten zart und mild.

Droben winken holde Augen,

Freundlich lacht manch rother Mund.

Wandrer schauet in die Ferne,

Schaut in holder Augen Sterne,

Herz ist heiter und gesund.

Und der Wandrer zieht von dannen,

Denn die Trennungsstunde ruft;

Und er singet Abschiedslieder,

Lebewohl tönt ihm hernieder,

Tücher wehen in der Luft.

## Variationen
Unter Studenten verbreitet ist auch folgende Variation der letzten Strophe:
Und der Wandrer muß von dannen

von den Brüdern fortgebannt

und er singet Abschiedslieder

zieht zur Heimat, kehrt nicht wieder

an des Rheines kühlen Strand.
Weiterhin gibt es auch noch eine Textversion auf den Rhein: An des Rheines hellem Strande.